# Donna (Texas)
Donna é uma cidade localizada no estado norte-americano de Texas, no Condado de Hidalgo.

## Demografia
Segundo o censo norte-americano de 2000, a sua população era de 14.768 habitantes.
Em 2006, foi estimada uma população de 16.449, um aumento de 1681 (11.4%).

## Geografia
De acordo com o United States Census Bureau tem uma área de
13,1 km², dos quais 13,1 km² cobertos por terra e 0,0 km² cobertos por água. Donna localiza-se a aproximadamente 24 m acima do nível do mar.

## Recreational
O Estádio Bennie La Prade tem capacidade para 12.500 pessoas e está localizado em Donna.

## Localidades na vizinhança
O diagrama seguinte representa as localidades num raio de 8 km ao redor de Donna.